# Поск'яво
Поск'яво (італ. Poschiavo) — громада  в Швейцарії в кантоні Граубюнден, регіон Берніна.
Важлива перевантажувальна станція на Бернінському перевалі.

## Географія

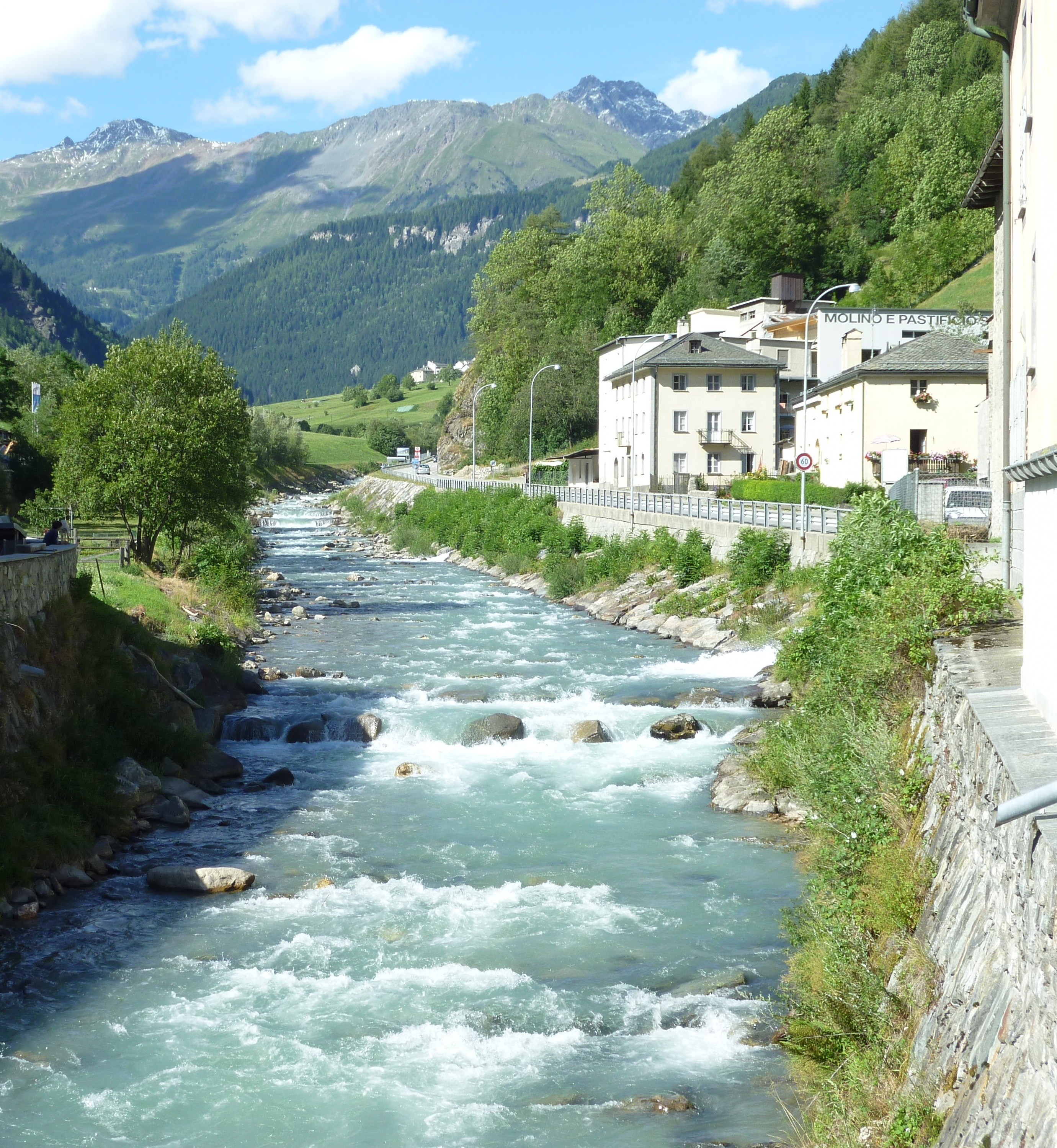
Річка Поск'явіно

Поск'яво розташоване у великій улоговині однойменної долини Поск'яво, збоку від Вальтелліни. Його перетинає річка Поск'явіно, яка бере початок у верхній частині Валь-Лагуне, біля перевалу Форкола, на висоті 2328 м і впадає в Адду на території Італії трохи нижче за течією від Тірано. Обслуговується залізничними станціями Ретійської залізниці Міралаго, Ле-Пресе, Лі-Курт, Поск'яво, Прівіласко, Кадера, Кавалья, Альп-Грюм і Оспіціо-Берніна на міжнародній лінії Тірано – Санкт-Моріц.
Громада розташована на відстані близько 215 км на схід від Берна, 75 км на південний схід від Кура.
Поск'яво має площу 191 км², з яких на 1,8% дозволяється будівництво (житлове та будівництво доріг), 19% використовуються в сільськогосподарських цілях, 33,4% зайнято лісами, 45,8% не є продуктивними (річки, льодовики або гори).

## Демографія
2019 року в громаді мешкало 3493 особи (-0,4% порівняно з 2010 роком), іноземців було 8,6%. Густота населення становила 18 осіб/км².
За віковим діапазоном населення розподілялося таким чином: 19,3% — особи молодші 20 років, 55,1% — особи у віці 20—64 років, 25,5% — особи у віці 65 років та старші. Було 1468 помешкань (у середньому 2,3 особи в помешканні).
Із загальної кількості 2165 працюючих 214 було зайнятих в первинному секторі, 635 — в обробній промисловості, 1316 — в галузі послуг.